# Cedry Wielkie (przystanek kolejowy)
Cedry Wielkie – zlikwidowany wąskotorowy przystanek osobowy w Cedrach Wielkich, w gminie Cedry Wielkie, w powiecie gdańskim, w województwie pomorskim. Położony był na linii kolejowej z Giemlic do Koszwał. Linia ta została otwarta w 1905 roku. Zamknięta została w 1974 roku.